# 二戸市立図書館
二戸市立図書館（にのへしりつとしょかん）は岩手県二戸市にある公共図書館である。

## サービス概要

### 誰でも利用可能なサービス
- 閲覧
- 複写
- レファレンスサービス
- インターネットの利用

### 利用者カードが必要なサービス
- 貸し出し　二戸市立図書館は冊数制限なし、15日以内。浄法寺カシオペアセンター図書室は1人10冊以内、15日以内
- 予約
- リクエスト

利用者カードは、二戸市在住・通学・通勤の他、一戸町、軽米町、九戸村、久慈市、洋野町、野田村、普代村、八戸市、三戸町、南部町、田子町、五戸町、おいらせ町、階上町、新郷村在住が作ることができる。

### 巡回文庫用自動車「かっこう号」
1人10冊以内（小学生は5冊以内）。貸出期間は、次の巡回日までの約１カ月間。

## 二戸市立図書館
岩手県二戸市石切所字狼穴1-1に所在する。
- アクセス　
  - 二戸駅から
    - JR東北バス金田一・仁左平・斗米方面行き　岩谷橋下車 徒歩5分
    - 岩手県北バス伊保内行き　福岡川又下車 徒歩5分
    - タクシー 約5分

- 開館時間
  - 火曜日～金曜日　9時～19時
  - 土曜日・日曜日・祝日 10時～18時

- 休館日
  - 毎週月曜日（月曜日が祝日の場合は、その翌日）
  - 図書整理日（土・日・祝日、又は月曜日と重なるときは、直前の平日）
  - 国民の祝日の翌日
  - 年末年始（12月29日～1月3日）
  - 図書点検日

## 浄法寺カシオペアセンター図書室
岩手県二戸市浄法寺町下前田30番地3に所在する。
- アクセス 
  - 二戸駅からJR東北バス浄法寺方面行き　浄法寺駅下車、徒歩1分

- 開館時間
  - 火曜日～金曜日 9時～19時
  - 土曜日・日曜日・祝日 9時～17時
- 休館日
  - 毎週月曜日（月曜日が祝日の場合は、その翌日）
  - 年末年始（12月29日～1月3日）
  - 図書点検日